# Morze Scotia
Morze Scotia (ang. Scotia Sea, hiszp. Mar del Scotia) – morze podbiegunowe w południowej części Oceanu Atlantyckiego.
Morze ograniczają łuki wyspowe. Jest ono położone pomiędzy Orkadami Południowymi i Szetlandami Południowymi na południu, wyspami Sandwich Południowy od wschodu, a od północy Georgią Południową i łańcuch gór podmorskich. Na dnie morza znajduje się grzbiet Scotia. Od południowej strony graniczy z Morzem Weddella, a od zachodu z Cieśniną Drake’a.
Powierzchnia morza wynosi 1,3 mln km², średnia głębokość 3118 m, maksymalna głębokość 5870 m.

## Historia
Akwen został nazwany w 1932 roku, na cześć statku Scotia, na którym w latach 1903–1904 ekspedycja oceanograficzna przemierzała wody południowe Atlantyku. Wyprawa miała zadanie zbadanie wód na odcinku między 53 i 61° szerokości geograficznej południowej.